# M21 (fucile)
L'M21 è un fucile di precisione entrato in servizio nel 1971, basato interamente sul fucile M14. Utilizza il calibro 7,62 × 51 mm NATO.
È utilizzato principalmente dai marksmen ovvero tiratori scelti che accompagnano le normali squadre di fanteria per aumentare la gittata e la precisione di questa.
Utilizza un mirino telescopico dotato di tre livelli di ingrandimento. Può essere integrato con un silenziatore.
Alcune versioni sono dotate di canna più corta. In questo modo sono più facili da trasportare, ma soffrono di un rinculo più elevato.

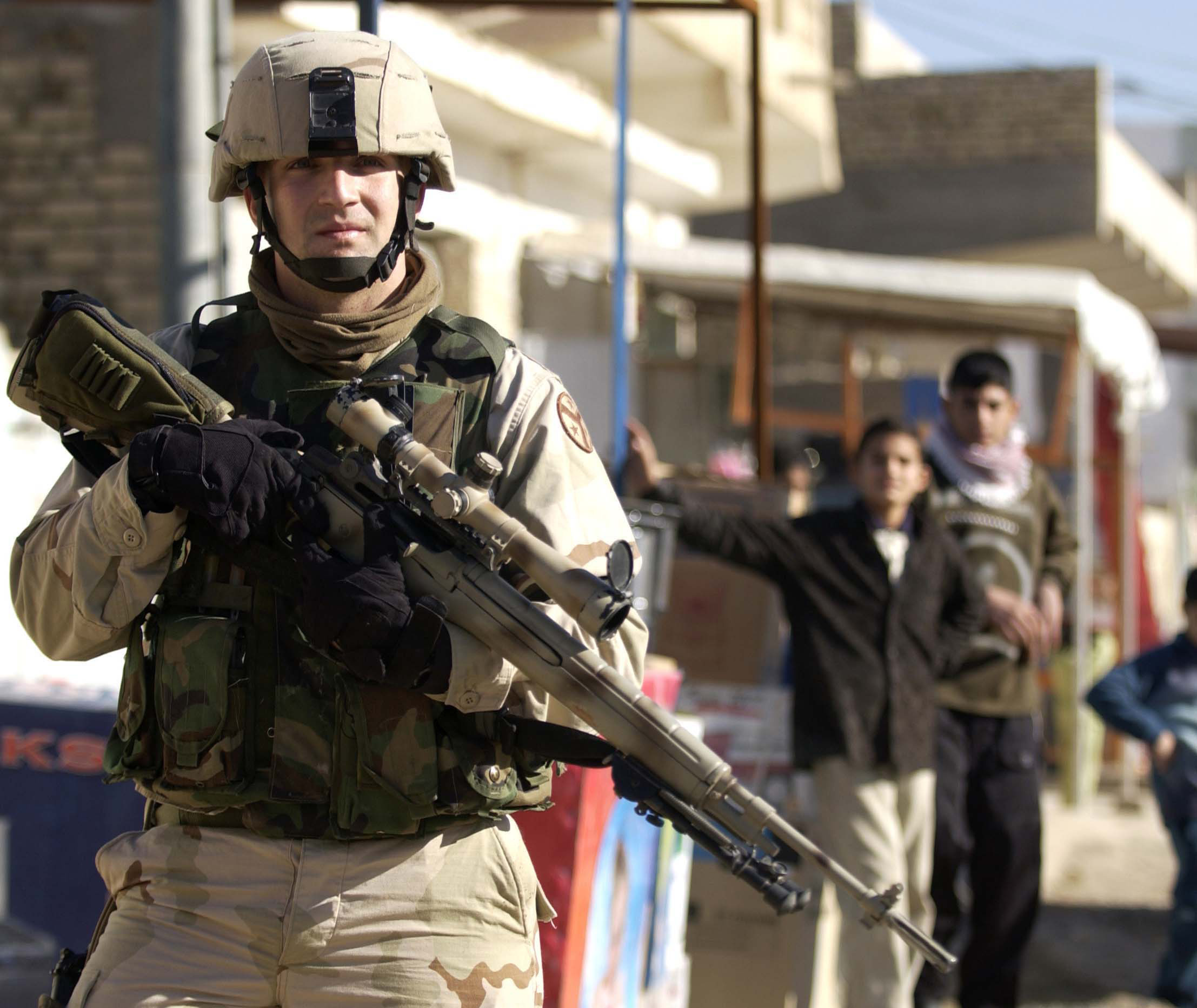
Marine americano con un M-21

## L'M21 nella cultura di massa
- In ambito videoludico, l'M21 compare nei videogiochi Metal Gear Solid: Peace Walker[1], Call of Duty 4: Modern Warfare e Delta Force: Black Hawk Down.